# 2MASS J00135779-2235200
2MASS J00135779-2235200 ist ein Brauner Zwerg im Sternbild Walfisch. Er wurde 2003 von Treavor A. Kendall et al. entdeckt.
2MASS J00135779-2235200 gehört der Spektralklasse L4 an.